# Johann Peter Eckermann
Johann Peter Eckermann (Winsen, Harburgo, 21 de septiembre de 1792-Weimar, 3 de diciembre de 1854) fue un poeta y escritor alemán, conocido especialmente por su amistad con Johann Wolfgang von Goethe, de quien transcribió sus conversaciones.

## Biografía
Nacido en el seno de una familia humilde cuyo sustento dependía de una vaca que les daba leche y les permitía vender un ternero al año. Su madre cosía cofias que vendía a las mujeres burguesas de los alrededores y su padre era vendedor ambulante de diversos productos como las plumas de escribir, cintas, hilos y sedas. Desde bien pequeño mostró aptitudes para el dibujo hasta el punto que el alcalde de su aldea, el señor Meyer, le ofreció ir a estudiar a Hamburgo tras su confirmación, pero sus padres que solo conocían a los pintores de brocha gorda, pensaron que era un oficio poco deseable y le quitaron la idea a su hijo. Sin embargo, esta habilidad le procuró la atención de personas que le procuraron una buena educación. Tras su confirmación a los 16 años, se vio forzado a coger un empleo que le ofreció un funcionario público para que escribiese y le hiciera otros trabajos. Posteriormente consiguió un puesto en la Dirección de Impuestos Directos en Luneburgo hasta que se presenta voluntario para ir a la guerra en 1813.
Después de prestar servicios como voluntario en la Guerra de Liberación (1813-1814), obtuvo un cargo secretarial mediante el departamento de guerra en Hannover. Inspirado por la poesía de Carl Theodor Korner, escribió un poema para los soldados que regresaban de Francia. Lo imprimió con su propio dinero y repartió algunos centenares de copias por la ciudad, con gran acogida, lo que dio por iniciada su carrera como escritor. Fue entonces cuando escuchó por primera vez el nombre de Goethe y comenzó a leer su obra. En 1817, a pesar de tener veinticinco años de edad, fue habilitado para atender el Gymnasium de Hannover y después asistir a la Universidad de Göttingen, la cual, después de un año de residencia como estudiante de derecho, dejó en 1822.
Un año después, conoce a Goethe, cuando Eckermann le envía el manuscrito de su Beiträge zur Poesie (1823). Poco después va a Weimar, donde se ocupa en actividades de profesor particular. Durante varios años, instruyó al hijo del gran duque. En 1830 viaja a Italia junto al hijo de Goethe. En 1838 obtiene el título de concejal del gran ducado y designado bibliotecario por la gran duquesa.
Eckermann es recordado principalmente por sus contribuciones al conocimiento sobre el gran poeta, gracias a su obra Conversaciones con Goethe (1836-1848). A Eckermann, Goethe le confió la publicación de su Nachgelassene Schriften (obras póstumas) (1832-1833). También fue coeditor junto a Friedrich Wilhelm Riemer (1774-1845) de las ediciones completas de las obras de Goethe en 40 tomos (1839-1840). Murió en Weimar el 3 de diciembre de 1854.